# Novoserhiivka, Bereznehuvate
Novoserhiivka (în ucraineană Новосергіївка) este un sat în comuna Novovolodîmîrivka din raionul Bereznehuvate, regiunea Mîkolaiiv, Ucraina.

## Demografie
Componența lingvistică a localității Novoserhiivka
     Ucraineană (93,8%)
     Rusă (3,88%)
     Alte limbi (0,78%)
Conform recensământului din 2001, majoritatea populației localității Novoserhiivka era vorbitoare de ucraineană (93,8%), existând în minoritate și vorbitori de rusă (3,88%).